# Dalbergia stipulacea
Dalbergia stipulacea är en ärtväxtart som beskrevs av William Roxburgh. Dalbergia stipulacea ingår i släktet Dalbergia, och familjen ärtväxter.

## Underarter
Arten delas in i följande underarter:
- D. s. kurzii
- D. s. mogkokensis
- D. s. stipulacea